# Diospyros boutoniana
Diospyros boutoniana är en tvåhjärtbladig växtart som beskrevs av A. Dc. Diospyros boutoniana ingår i släktet Diospyros och familjen Ebenaceae. Inga underarter finns listade i Catalogue of Life.